# Kaspar Förster
Kaspar Förster (Danzig, 28 februari 1616 - Oliwa, 2 februari 1673) was een Duitse barokcomponist en kapelmeester. Daarnaast heeft hij gewerkt als zanger en legerofficier.

## Levensloop
Förster werd geboren in een katholiek gezin in het protestantse Danzig (het huidige Gdańsk in Polen). Zijn vader - ook Kaspar geheten - was daar cantor-kapelmeester van de Mariakerk. De jonge Kaspar zal van zijn vader de eerste muzieklessen hebben gekregen, om daarna compositieleer te volgen bij de Italiaan Marco Scacchi, destijds de koorleider aan het hof te Warschau. Van 1633 tot 1636 studeerde Förster in Rome aan het Collegium Germanicum, waar hij Giacomo Carissimi als leraar had.
Van circa 1638 tot 1643 was Förster als zanger en koordirigent verbonden aan het hof te Warschau. Hierna is hij kennelijk weer naar Italië terug gegaan en in 1652 bleek hij woonachtig te zijn in Venetië.
Hij werkte van 1652 tot 1655 aan het Deense hof van koning Frederik III. Hier hield hij zich bezig met het reorganiseren van de nieuwe hofkapel. Vervolgens was hij van 1655 tot 1657 kapelmeester van de Mariakerk in zijn geboortestad Danzig.
In 1657 was Förster weer in Italië, maar nu om als kapitein in dienst te treden bij de Republiek Venetië. Hij vocht vervolgens op Kreta tegen de Turken. Voor zijn verdiensten in de strijd ontving hij de Ridderorde van San Marco. In 1660 was hij in Rome aanwezig, waar hij bij Carissimi werkte.
In 1661 ging Förster opnieuw naar Kopenhagen, waar hij tot 1667 bleef wonen. Vanuit Kopenhagen reisde hij regelmatig naar Hamburg om  Christoph Bernhard en het Collegium musicum van de componist Matthias Weckmann te bezoeken. Ook heeft hij Heinrich Schütz ontmoet tijdens een reis naar Dresden.
Zijn laatste jaren bracht Förster door in een klooster in Oliwa nabij Danzig.

## Werken
Förster groeide op in een omgeving waar de Italiaanse muziekstijl belangrijk was. Zijn vader onderhield bijvoorbeeld warme banden met de Italiaanse koorleider Marco Scacchi en was vanaf 1643 zelfs in een schriftelijke polemiek verzeild geraakt met componist Paul Siefert, een groot criticaster van de Italiaanse stijl.
Ook Förster zelf was een liefhebber van Italiaanse muziek en programmeerde werken van onder anderen Claudio Monteverdi en Giacomo Carissimi. In zijn eigen composities is de Italiaanse invloed ook duidelijk terug te horen. Zo componeerde hij Latijnse concerterende motetten tot zes stemmen, met twee violen en basso continuo. In navolging van Carissimi schreef hij een vijftal dialogi, een muzieksoort die als voorganger van het oratorium wordt beschouwd. Försters verdienste is dan ook dat hij de Italiaanse stijl introduceerde in het Noord-Duitse oratorium. 
Opvallend is dat veel van zijn zangstukken zijn geschreven voor drie stemmen waaronder een lage bas. Zelf had hij een basstem met een bereik van drie octaven, dus het is geen toeval dat zijn eigen composities daar goed op aansloten. 
Försters repertoire was voornamelijk religieus van aard, maar naast vocale werken schreef hij ook instrumentale composities, zoals zes sonaten voor twee violen en basviool. 